# Jaroslav Goll
Jaroslav Goll (Chlumec nad Cidlinou, 11 luglio 1846 – Praga, 8 agosto 1929) è stato uno storico cecoslovacco nato nell'allora Impero austro-ungarico.

## Biografia
Professore all'università di Praga nel 1885, dove insegnava storia, appoggiava l'idea di far uscire la Boemia dall'Impero d'Austria-Ungheria. Tra i suoi testi, si ricordano Quellen und Untersuchungen zur Geschichte der böhmischen Brüder ("Fonti e studi sulla storia dei fratelli boemi"), Čechy a Prusy ve středověku ("La Cechia e la Prussia nel medioevo") e Chelčický a Jednota v XV. století ("Chelčický e l'unione dei fratelli boemi nel XV secolo"), quest'ultima del 1916.